# ジョアキン・サラリック
ジョアキン・サラリック・バウセルズ（カタルーニャ語: Joaquim Salarich i Baucells、1994年1月2日 - ）は、スペイン・カタルーニャ州バルセロナ県ビック出身のスキー選手（アルペンスキー）。2018年平昌オリンピックの回転に出場した。

## 経歴
カタルーニャ州バルセロナ県ビック出身。2015年にはアメリカ合衆国のビーバークリークで開催されたアルペンスキー世界選手権に出場した。2017年にはスイスのサンモリッツで開催されたアルペンスキー世界選手権の回転に出場した。
2018年2月には韓国の平昌で開催された2018年平昌オリンピックの回転に出場した。予選1回目は52.07で33位となり、予選2回目は途中棄権した。

## 成績

### 冬季オリンピック
| シーズン | 日付 | 場所          | 種目 | 順位 |
| -------- | ---- | ------------- | ---- | ---- |
| 2018     | 平昌 | 2018年2月22日 | 回転 | 33位 |